# Radcliffe Observatory
Il Radcliffe Observatory è stato l'osservatorio astronomico dell'Università di Oxford dal 1773 al 1934, quando il Radcliffe Trust vendette l'edificio e costruì un nuovo osservatorio a Pretoria, in Sudafrica. Oggi l'edificio dell'osservatorio fa parte del Green Templeton College.

## Storia
L'osservatorio fu fondato dal Radcliffe Trust e intitolato al fisico inglese John Radcliffe. Fu costruito su sollecitazione dell'astronomo Thomas Hornsby, titolare della Cattedra Saviliana di astronomia, in seguito alle sue osservazioni del famoso transito di Venere intorno al sole del 1769, che aveva dovuto effettuare da una stanza della Radcliffe Infirmary.
La progettazione fu iniziata da Henry Keene nel 1772, ma l'edificio fu terminato solo nel 1794 su disegni di James Wyatt, con una torre ottagonale ispirata alla Torre dei Venti di Atene. Questa torre termina con una statua dello scultore John Bacon che rappresenta Atlante che regge il mondo.
Fino al 1839 l'osservatorio era gestito dalla Savilian Chair of Astronomy. La nomina in quell'anno a Savilian Professor di George Henry Sacheverell Johnson, un astronomo senza esperienza di osservazioni, fece istituire il nuovo e separato ruolo di Radcliffe Observer.
A causa della visibilità diminuita, dello sviluppo urbano, del clima e dell'inquinamento luminoso di Oxford, l'osservatorio fu spostato a Pretoria in Sudafrica nel 1939. Alla fine anche la postazione di Pretoria divenne obsoleta e la struttura fu unita ad altre per dare vita al South African Astronomical Observatory (SAAO) nei primi anni settanta.

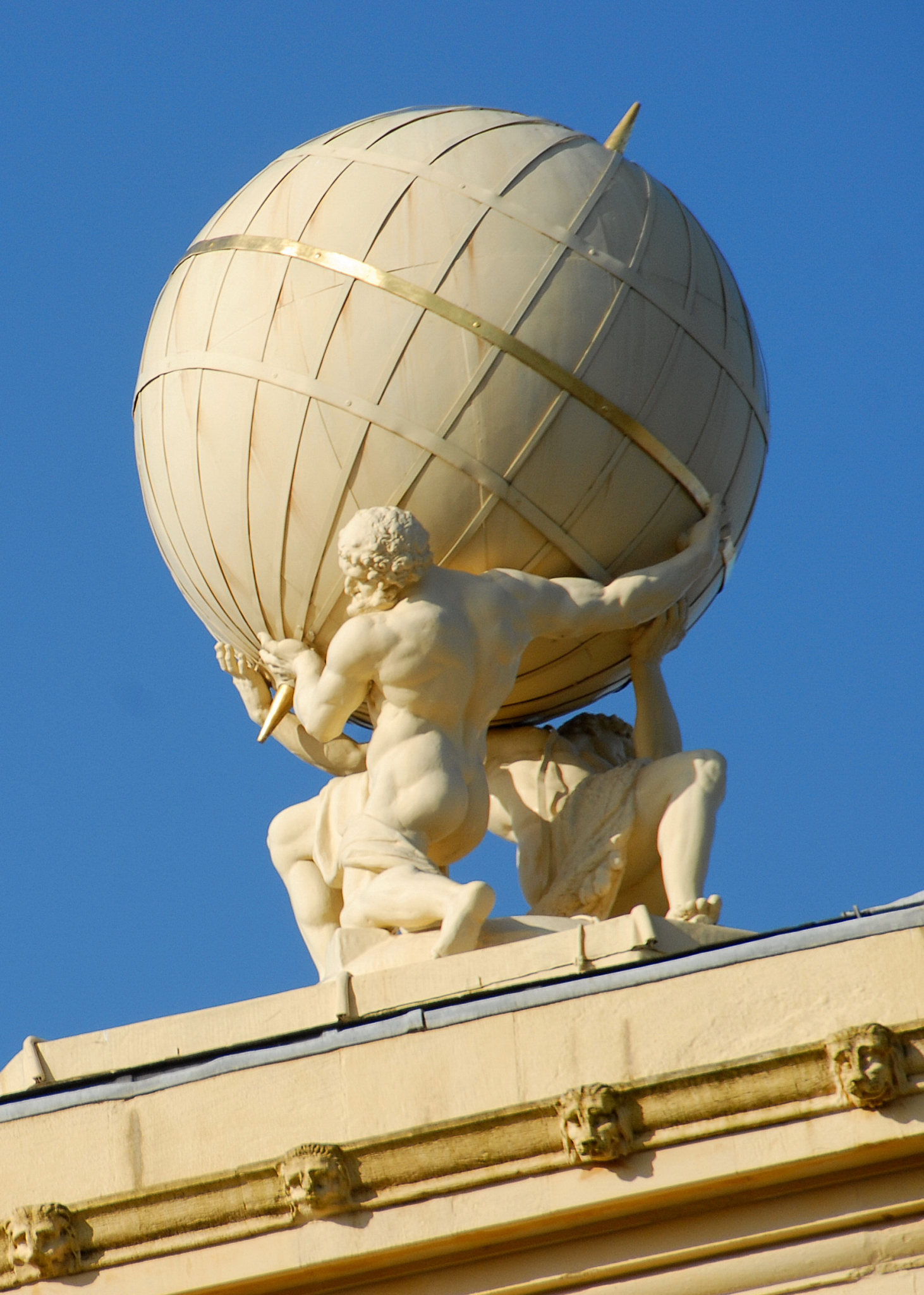
Statua di Atlante sul culmine dell'edificio

L'edificio è ora utilizzato dal Green Templeton College di cui costituisce la sede principale. Gli strumenti originali sono conservati nel Museo di storia della scienza, eccetto il telescopio rifrattore binoculare da 18/24 pollici, che è stato spostato presso l'osservatorio dell'università di Londra.